# Biezstryj
Biezstryj, Biestryj, Biezstryk, Brzezstryk, Brzestryk ([ˈbʲɛsːtɾ̥ɨj], [ˈbʲɛstɾ̥ɨj], [ˈbʲɛsːtɾ̥ɨk], [ˈbʐɛsːtɾ̥ɨk], [ˈbʐɛstɾ̥ɨk]) – staropolskie imię męskie, złożone z członów Biez- ("bez") i -stryj, -stryk ("stryj"). Może oznaczać "ten, który nie ma stryja (stryjów, krewniaków męskich od strony ojca)".